# SN 1996bt
SN 1996bt – supernowa typu Ia odkryta 10 listopada 1996 roku w galaktyce A065157+1617. W momencie odkrycia miała maksymalną jasność 16,50m.